# Florencia Bonsegundo
María Florencia Bonsegundo (14 de julio de 1993, Morteros, Córdoba, Argentina) es una futbolista argentina. Juega como mediocampista en el Sporting CP de la Primera División de Portugal. También es internacional con la Selección Argentina.

## Trayectoria
Bonsegundo comenzó a jugar al fútbol a la edad de seis años en su Córdoba natal, en el club Roberto Colombo junto a un equipo de varones. Sin embargo, se vio obligada a dejar el deporte a los 13 años debido a la inexistencia de una liga femenina de fútbol y a la imposibilidad de continuar compitiendo en la liga masculina existente. Recién pudo retomar la actividad futbolística dos años más tarde, cuando fue vista por enviados de la Selección Nacional Argentina, de la cual forma parte desde la categoría Sub-17.
En el año 2011 alcanzó la Primera División del fútbol femenino argentino al unirse al Club Atlético Huracán. En "el Globo" jugó algunas temporadas hasta recalar en el primer equipo de UAI Urquiza en el 2013. En "el Furgón" logró tres títulos (2014, 2016, 2018), y un tercer puesto en la Copa Libertadores Femenina del 2015. Fue la capitana y líder futbolística del equipo animador de la máxima división del fútbol femenino argentino hasta que en el año 2018, luego de una gran actuación en la Copa América junto con la Selección Argentina, firmó con el Sporting Club de Huelva de la Liga Iberdrola. Estaría en Huelva hasta 2019, cuando ficha por el Valencia CF.

## Selección nacional
Bonsegundo representó a Argentina en el Mundial de fútbol femenino sub-20 en 2012, en el cual el equipo nacional no consiguió ninguna victoria.
En 2015 formó parte de la selección argentina de fútbol femenino que participó de los Juegos Panamericanos 2015.
También participó de la Copa América Femenina en 2014, 2018 y 2022 anotando dos goles en el primero, tres en el segundo y otros tres en el tercero.
En esta competición en el año 2018, fue la capitana del equipo nacional que realizó el famoso reclamo de "Queremos ser escuchadas", a partir del cual se lograron históricas reformas en las condiciones de entrenamiento y preparación que se le otorgaban a las selecciones femeninas desde la Asociación de Fútbol Argentina.
Fue parte de la Copa Mundial Femenina de Fútbol de 2019 en donde Argentina no lograría superar la fase de grupos, luego de dos empates y una derrota. En esta competencia, Bonsegundo se destacaría en el partido contra la Selección femenina de fútbol de Escocia en donde participó de los 2 últimos goles, el primero un disparo desde fuera del área que resultó en autogol de la guardameta Escocesa Lee Alexander en el minuto 78 y el segundo marcando un tiro penal en el minuto 93 para revertir el resultado y lograr un empate 3 a 3 en la última fecha la fase de grupos.
Fue una fija del equipo hasta 2019, cuando desaparece de las convocatorias por diferencias con el entrenador. 
En 2021 volvería a ser seleccionada, mismo año que deja un Valencia CF inmerso en varios problemas causados por la gestión de Peter Lim.
El 8 de julio de 2023 es confirmada dentro de la lista de 23 convocadas para la Copa Mundial Femenina de Fútbol de 2023, siendo este su segundo mundial con el seleccionado mayor.

### Participaciones en Copas del Mundo
| Torneo               | Sede                     | Resultado    | Partidos | Goles | Asistencias |
| -------------------- | ------------------------ | ------------ | -------- | ----- | ----------- |
| Copa Mundial de 2019 | Francia                  | Primera fase | 3        | 1     | 0           |
| Copa Mundial de 2023 | Australia/ Nueva Zelanda | Primera fase | 3        | 0     | 0           |

### Estadísticas
Datos actualizados al último partido jugado el 1 de agosto de 2025.
| Selección | Año   | Amistoso | Amistoso | Copa América | Copa América | Repechaje | Repechaje | Mundial | Mundial | Juegos Panamericanos | Juegos Panamericanos | Juegos Suramericanos | Juegos Suramericanos | Total | Total |
| Selección | Año   | PJ       | G        | PJ           | G            | PJ        | G         | PJ      | G       | PJ                   | G                    | PJ                   | G                    | PJ    | G     |
| --------- | ----- | -------- | -------- | ------------ | ------------ | --------- | --------- | ------- | ------- | -------------------- | -------------------- | -------------------- | -------------------- | ----- | ----- |
| Argentina |       |          |          |              |              |           |           |         |         |                      |                      |                      |                      |       |       |
| 2014      | 4     | 0        | 7        | 2            | 0            | 0         | 0         | 0       | 0       | 0                    | 3                    | 0                    | 14                   | 2     |       |
| 2015      | 0     | 0        | 0        | 0            | 0            | 0         | 0         | 0       | 3       | 1                    | 0                    | 0                    | 3                    | 1     |       |
| 2017      | 3     | 2        | 0        | 0            | 0            | 0         | 0         | 0       | 0       | 0                    | 0                    | 0                    | 3                    | 2     |       |
| 2018      | 2     | 1        | 7        | 3            | 2            | 1         | 0         | 0       | 0       | 0                    | 0                    | 0                    | 11                   | 5     |       |
| 2019      | 4     | 1        | 0        | 0            | 0            | 0         | 3         | 1       | 0       | 0                    | 0                    | 0                    | 7                    | 2     |       |
| 2021      | 5     | 2        | 0        | 0            | 0            | 0         | 0         | 0       | 0       | 0                    | 0                    | 0                    | 5                    | 2     |       |
| 2022      | 7     | 0        | 6        | 3            | 0            | 0         | 0         | 0       | 0       | 0                    | 0                    | 0                    | 13                   | 3     |       |
| 2023      | 6     | 2        | 0        | 0            | 0            | 0         | 3         | 0       | 0       | 0                    | 0                    | 0                    | 9                    | 2     |       |
| 2025      | 2     | 0        | 6        | 3            | 0            | 0         | 0         | 0       | 0       | 0                    | 0                    | 0                    | 8                    | 3     |       |
| Total     | Total | 33       | 8        | 26           | 11           | 2         | 1         | 6       | 1       | 3                    | 1                    | 3                    | 0                    | 73    | 22    |

#### Goles internacionales
Listado de goles anotados con la Selección mayor. 
| n.º | Fecha                    | Lugar                                                       | Rival     | Gol   | Resultado      | Competición                 |
| --- | ------------------------ | ----------------------------------------------------------- | --------- | ----- | -------------- | --------------------------- |
| 1.  | 14 de septiembre de 2014 | Estadio Bellavista, Ambato, Ecuador                         | Bolivia   | 2 – 0 | 6 – 0          | Copa América 2014           |
| 2.  | 28 de septiembre de 2014 | Estadio olímpico Atahualpa, Quito, Ecuador                  | Ecuador   | 2 – 0 | 2 – 3          | Copa América 2014           |
| 3.  | 14 de julio de 2015      | Estadio de Fútbol de Hamilton CIBC, Hamilton, Canadá        | México    | 1 – 3 | 1 – 3          | Juegos Panamericanos 2015   |
| 4.  | 30 de agosto de 2017     | Estadio Luis Franzini, Montevideo, Uruguay                  | Uruguay   | 1 – 0 | 3 – 0          | Amistoso internacional      |
| 5.  | 30 de agosto de 2017     | Estadio Luis Franzini, Montevideo, Uruguay                  | Uruguay   | 2 – 0 | 3 – 0          | Amistoso internacional      |
| 6.  | 9 de abril de 2018       | Estadio Francisco Sánchez Rumoroso, Coquimbo, Chile         | Ecuador   | 5 – 2 | 6 – 3          | Copa América 2018           |
| 7.  | 9 de abril de 2018       | Estadio Francisco Sánchez Rumoroso, Coquimbo, Chile         | Ecuador   | 6 – 3 | 6 – 3          | Copa América 2018           |
| 8.  | 16 de abril de 2018      | Estadio La Portada, Coquimbo, Chile                         | Colombia  | 1 – 1 | 3 – 1          | Copa América 2018           |
| 9.  | 2 de octubre de 2018     | Complejo Celeste, Barros Blancos, Uruguay                   | Uruguay   | 3 – 0 | 3 – 1          | Amistoso internacional      |
| 10. | 13 de noviembre de 2018  | Estadio Rommel Fernández, Ciudad de Panamá, Panamá          | Panamá    | 1 – 1 | 1 – 1          | Repechaje Copa Mundial 2019 |
| 11. | 23 de mayo de 2019       | Estadio Provincial Juan Gilberto Funes, La Punta, Argentina | Uruguay   | 1 – 0 | 3 – 1          | Amistoso internacional      |
| 12. | 19 de junio de 2019      | Parque de los Príncipes, París, Francia                     | Escocia   | 3 – 3 | 3 – 3          | Copa Mundial 2019           |
| 13. | 17 de septiembre de 2021 | Amigão, Campina Grande, Brasil                              | Brasil    | 1 – 3 | 1 – 3          | Amistoso internacional      |
| 14. | 23 de octubre de 2021    | Estadio Tepa Gómez, Tepatitlán de Morelos, México           | México    | 1 – 0 | 1 – 6          | Amistoso internacional      |
| 15. | 12 de julio de 2022      | Estadio Centenario de Armenia, Armenia, Colombia            | Perú      | 2 – 0 | 4 – 0          | Copa América 2022           |
| 16. | 21 de julio de 2022      | Estadio Centenario de Armenia, Armenia, Colombia            | Venezuela | 1 – 0 | 1 – 0          | Copa América 2022           |
| 17. | 29 de julio de 2022      | Estadio Centenario de Armenia, Armenia, Colombia            | Paraguay  | 2 – 1 | 3 – 1          | Copa América 2022           |
| 18. | 17 de febrero de 2023    | Estadio North Harbour, Auckland, Nueva Zelanda              | Chile     | 4 – 0 | 4 – 0          | Amistoso internacional      |
| 19. | 9 de abril de 2023       | Estadio Carlos Augusto Mercado Luna, La Rioja, Argentina    | Venezuela | 2 – 0 | 3 – 0          | Amistoso internacional      |
| 20. | 15 de julio de 2025      | Estadio Banco Guayaquil, Quito, Ecuador                     | Uruguay   | 1 – 0 | 1 – 0          | Copa América 2025           |
| 21. | 24 de julio de 2025      | Estadio Banco Guayaquil, Quito, Ecuador                     | Ecuador   | 2 – 0 | 2 – 0          | Copa América 2025           |
| 22. | 1 de agosto de 2025      | Estadio Rodrigo Paz Delgado, Quito, Ecuador                 | Uruguay   | 2 – 2 | 2 – 2 (5:4 p.) | Copa América 2025           |

## Palmarés

### Títulos nacionales
| Título                    | Club        | País      | Año     |
| ------------------------- | ----------- | --------- | ------- |
| Primera División Femenina | UAI Urquiza | Argentina | 2014    |
| Primera División Femenina | UAI Urquiza | Argentina | 2016    |
| Primera División Femenina | UAI Urquiza | Argentina | 2017-18 |

### Títulos internacionales
| Título               | Equipo    | Sede  | Año  |
| -------------------- | --------- | ----- | ---- |
| Juegos Suramericanos | Argentina | Chile | 2014 |